# Bonnevent-Velloreille
Bonnevent-Velloreille è un comune francese di 350 abitanti situato nel dipartimento dell'Alta Saona nella regione della Borgogna-Franca Contea.

## Società

### Evoluzione demografica
Abitanti censiti